# 20342 Trinh
20342 Trinh este un asteroid din centura principală de asteroizi.

## Descriere
20342 Trinh este un asteroid din centura principală de asteroizi. A fost descoperit pe 21 aprilie 1998 la Socorro, New Mexico, în cadrul proiectului LINEAR. Asteroidul prezintă o orbită caracterizată de o semiaxă mare de 2,77 ua, o excentricitate de 0,02 și o înclinație de 3,4° în raport cu ecliptica.